# Чумбилат (гора)
Чумбилат (марій. Чумбылат курык) — високий, гострий, як клин, вапняковий стрімчак у скельному масиві на лівому березі річки Немда, що належить до височини Вятський Увал і знаходиться в Совєтському районі Кіровської області.
Гора — шанована язичницька святиня марійців, легендарна могила марійського князя Чумбилата. Найдавніше відомості про неї — у мандрівника Адама Олеаріуса (1636 рік). З одного боку — глибока прірва. У підніжжя скелі та на крутих спусках були вирубані акуратні сходи. Алтар, де запалювався головний вогонь, розташовувався ліворуч від сходів, у бік сухого яру, і являв собою величезний камінь кубічної форми. Він був рівно обтесаний і нависав над яром.
У 1830 році за вказівкою міністра внутрішніх справ А.А.Закревського, до якого надійшло звернення Святійшого Синоду, гора була підірвана. У горі пробили 3 шурфи, заклали бочки з порохом. В результаті вибуху гора була розколота на величезні шматки, частина з яких впала в річку. Один з виконавців акції, місцевий російський селянин Микита Афанасьєв, описав подію таким чином:
…Ах, милий пане! Що ж це сталося, аж страх бере!.. Яке, скажу тобі, було тут благодатне місце, а що тепер стало? І не розумію я, хороший мій, навіщо це було зроблено? Чемериси нікому зла не чинили, молилися собі тихо й смиренно, коли приїжджали сюди… А тут, розповідали, нашому головному архієрею знадобилося, щоб цього кереметища не було. Чутно було, що велике після того у черемисів лихо сталося: дуже їм шкода було, що їхнє молільне місце порохом зіпсували. Ну, і почалися у них бунти через це саме діло, бо голодні роки настали…
Великі моління на горі Чумбилат були відновлені у 1993 році. Святилище шанується як марійцями, так і удмуртами.